# Piața Bolivar (Antwerpen)
Piața Bolivar (în neerlandeză Bolivarplaats) este o piață cu trafic auto redus situată în cartierul Zuid-Museum din orașul belgian Antwerpen. Principalul edificiu care străjuiește piața este Palatul de Justiție, sub ale cărui trepte monumentale se află cele două peroane ale stației terminus pentru tramvaiele liniilor 4 și 12 în direcția Hoboken.
Împrejurul pieței sunt poziționate mai multe cafenele cu terase, iar fost discotecă „Zillion” și un campus al liceului „Karel de Grote” se găsesc în apropiere de piață.
Bulevardul Amerikalei traversează piața prin Tunelul Bolivar, construit chiar pe sub Palatul de Justiție, și se descarcă în autostrada A112, în inelul de ocolire a orașului, în autostrada A12 (spre Bruxelles) și E17 (spre Gent).
Piața este uneori folosită pentru spectacole în aer liber, spre exemplu în timpul festivalului anual „Zuiderzinnen”, și este denumită în onoarea eroului sud-american pentru independență Simón Bolívar.

## Planuri de perspectivă
Pentru ca rolul de piață cu trafic auto restricționat și important punct de transfer în cadrul transportului public din sudul orașului să fie mai bine pus în lumină, în viitor este plănuit un număr de lucrări de transformare și modernizare:
- Bulevardul De Singel, care trece acum de-a lungul pieței, va fi mutat prin spatele Palatului de Justiție;[3]
- Bucla de întoarcere a tramvaielor din piață va fi conectată cu Gara Antwerpen-Zuid prin intermediul unei secțiuni de 470 m de linie de tramvai care va fi construită pe Brusselstraat în cadrul proiectului Brabo II;[4]
- Suprafața liberă dintre Piața Bolivar și Gara Antwerpen-Zuid va fi transformată într-un parc numit Konijnenwei,[5] în timp ce în zona cuprinsă între de Kaaien și Tunelul Kennedy se va construi un nou cartier de locuințe, intitulat het Nieuw Zuid (în română Noul Sud).[6]
- De la Piața Bolivar este prevăzută a se construi o linie nouă de tramvai către het Nieuw Zuid și mai departe, către zona industrială Petroleum-Zuid și cheiurile Scheldei;